# Ecosistema digital
Un ecosistema digital es un sistema socio-técnico distribuido, adaptable y abierto, con propiedades de autoorganización, escalabilidad y sostenibilidad, inspirado en los ecosistemas naturales. Los modelos de ecosistemas digitales se basan en el conocimiento de los ecosistemas naturales, especialmente en aspectos relacionados con la competencia y la colaboración entre diversas entidades. El término se utiliza en la industria de la tecnología de la información, la industria del entretenimiento, y el Foro Económico Mundial.

## Historia
El concepto de Ecosistema Empresarial Digital fue propuesto en 2002 por un grupo de investigadores y profesionales europeos, incluidos Francesco Nachira, Paolo Dini y Andrea Nicolai, quienes aplicaron la noción general de ecosistemas digitales para modelar el proceso de adopción y desarrollo de productos y servicios basados en TIC en mercados competitivos y altamente fragmentados como el europeo. Elizabeth Chang, Ernesto Damiani y Tharam Dillon iniciaron en 2007 la Conferencia sobre Ecosistemas Digitales y Tecnologías (IEEE DEST) del IEEE. Richard Chbeir, Youakim Badr, Dominique Laurent e Hiroshi Ishikawa comenzaron en 2009 la Conferencia sobre Gestión de Ecosistemas Digitales (MEDES) de la ACM.

## Perspectivas
La metáfora y los modelos de ecosistema digital se han aplicado a diversas áreas empresariales relacionadas con la producción y distribución de productos y servicios intensivos en conocimiento, incluyendo la educación superior. La perspectiva de esta investigación es proporcionar métodos y herramientas para lograr un conjunto de objetivos del ecosistema (p. ej., sostenibilidad, equidad, asimetría de información limitada, control de riesgos y fallos controlados). Estos objetivos se consideran propiedades deseables cuya aparición debe ser fomentada por la autoorganización del ecosistema digital, en lugar de como metas de diseño explícitas, como en la TI convencional.